# Piper pedunculatum
Piper pedunculatum är en pepparväxtart som beskrevs av C. Dc.. Piper pedunculatum ingår i släktet Piper och familjen pepparväxter. Inga underarter finns listade i Catalogue of Life.